# Каннский кинофестиваль 1955
8-й Каннский кинофестиваль 1955 года, проходивший с 26 апреля по 10 мая в Каннах, Франция. В конкурсной программе впервые главная награда кинофорума фигурировала под названием Золотая пальмовая ветвь.

## Жюри
- Марсель Паньоль (Франция) (председатель)
- Марсель Ашар (Франция)
- Хуан Антонио Бардем (Испания)
- Андре Дигимонт (Франция)
- Жан-Пьер Фрожере (Франция)
- Леопольд Линдтберг (Швейцария)
- Анатоль Литвак (США)
- Иза Миранда (Италия)
- Леонард Мосли (Великобритания)
- Жан Нери (Франция)
- Сергей Юткевич (СССР)
- Жак Дониоль-Валькроз (Франция) (короткометражные фильмы)
- Херман Ван Дер Хорст (Нидерланды) (короткометражные фильмы)
- Марсель Ичак (Франция) (короткометражные фильмы)
- Карл Корн (Западная Германия) (короткометражные фильмы)
- Жан Пердрикс (Франция) (короткометражные фильмы)

## Фильмы в конкурсной программе
- Плохой день в Блэк Роке
- Бирадж Баху
- Большая семья
- Чистильщики обуви
- Кармен Джонс
- Повесть Тикамацу
- Затерянный континент
- Деревенская девушка
- Чёрное досье
- Мужские разборки
- К востоку от рая
- Конец романа
- Незнакомец на лестнице
- Герои Шипки
- Высота 24 не отвечает
- Золото Неаполя
- Жизнь или смерть
- Козлёнок за два гроша
- Лилиомфи
- Людвиг II: Блеск и падение короля
- Марселино, хлеб и вино
- Марти
- Комар
- Псоглавые
- Корни
- Ромео и Джульетта
- Знак Венеры
- Стелла
- Det brenner i natt!
- Jedda
- Onna no koyomi
- Samba Fantástico
- Senhime

## Награды
- Золотая пальмовая ветвь: Марти, режиссёр Делберт Манн
- Особый приз жюри: Потерянный континент режиссёры Леонардо Бонци, Марио Кравери, Энрико Грас, Анджело Франческо Лаваньино и Джорджо Мосер
- Приз за лучшую мужскую роль:
  - Спенсер Трейси — Плохой день в Блэк Роке
  - Сергей Лукьянов, Борис Андреев, Алексей Баталов, Сергей Курилов, Вадим Медведев, Борис Битюков, Николай Гриценко, Павел Кадочников, Борис Коковкин и Николай Сергеев — Большая семья
- Приз за лучшую женскую роль: Елена Добронравова, Вера Кузнецова, Клара Лучко, Екатерина Савинова, Ия Арепина и Лариса Кронберг — Большая семья
- Приз за лучшую режиссуру:
  - Сергей Васильев — Герои Шипки
  - Жюль Дассен — Мужские разборки
- Особое упоминание:
  - Чистильщик обуви
  - Марселино, хлеб и вино
- Золотая пальмовая ветвь за короткометражный фильм: Мерцающая пустота
- Особое упоминание — короткометражный фильм: Золотая антилопа — Лев Атаманов
- Лучший короткометражный документальный фильм: Isole di fuoco — Витторио Де Сета
- Лучший драматический фильм: К востоку от рая — Элиа Казан
- Лучший лирический фильм: Ромео и Джульетта — Лев Арнштам и Леонид Лавровский
- Призы ФИПРЕССИ:
  - Смерть велосипедиста — Хуан Антонио Бардем
  - Корни — Бенито Алазраки
- Приз Международной Католической организации в области кино (OCIC): Марти — Делберт Манн
- Особый приз Международной Католической организации в области кино (OCIC): Марселино, хлеб и вино — Ладислао Вайда